# Rallye Terre d'Aleria - Aleria Historic Rally
Le Rallye Terre d'Aleria - Aleria Historic Rally est un rallye automobile, créé en 2023, se déroulant sur des routes en terre à travers les vignes de la Côte orientale, autour de la ville d'Aleria dans le département français de la Haute-Corse.

## Histoire
Ce rallye compte pour le championnat de France des rallyes sur terre,. Il compte également une épreuve « Historique Terre » et une épreuve « Historique Asphalte ».

## Palmarès

### Palmarès par année Rallye Terre d'Aleria
| Rallye Terre d'Aleria | Rallye Terre d'Aleria | Rallye Terre d'Aleria | Rallye Terre d'Aleria       |
| --------------------- | --------------------- | --------------------- | --------------------------- |
| Année                 | Pilote                | Copilote              | Voiture                     |
| 2023,                 | Marguilan Matthieu    | Margaillan Mathilde   | Škoda Fabia Rally2 evo (en) |
| 2024,                 | Margaillan Matthieu   | Margaillan Mathilde   | Škoda Fabia Rally2 evo      |
| 2025                  | Pellier Laurent       | Bronner Kévin         | Škoda Fabia RS Rally2       |

### Palmarès par année Aléria Historic Rally Terre
| Aléria Historic Rally Terre | Aléria Historic Rally Terre | Aléria Historic Rally Terre | Aléria Historic Rally Terre |
| --------------------------- | --------------------------- | --------------------------- | --------------------------- |
| Année                       | Pilote                      | Copilote                    | Voiture                     |
| 2021                        | Doux Richard                | Salenson Olivier            | Lancia Delta Integrale 16V  |
| 2022                        | Deveza Alain                | Vilmot Maxime               | Porsche 911 SC Proto        |
| 2023                        | Deveza Alain                | Vilmot Maxime               | Porsche 911 SC              |
| 2024                        | Gheysen Gauthier            | Leon Thierry                | Lancia Delta Integrale 16V  |
| 2025                        | Herran Philippe             | Jeudy Nicolas               | Subaru Legacy RS            |

### Palmarès par année Aléria Historic Rally Asphalte
| Aléria Historic Rally Asphalte | Aléria Historic Rally Asphalte | Aléria Historic Rally Asphalte | Aléria Historic Rally Asphalte |
| ------------------------------ | ------------------------------ | ------------------------------ | ------------------------------ |
| Année                          | Pilote                         | Copilote                       | Voiture                        |
| 2021                           | Casanova Christophe            | Delleaux Stéphane              | BMW M3 E30                     |
| 2022                           | Capanaccia Olivier             | Tyran Mathieu                  | BMW M3 E30                     |
| 2023,                          | Capanaccia Olivier             | Tyran Mathieu                  | BMW M3 E30                     |
| 2024                           | Edition annulée                | Edition annulée                | Edition annulée                |
| 2025                           | Epreuve Non-organisée          | Epreuve Non-organisée          | Epreuve Non-organisée          |